# Dichoptera similis
Dichoptera similis är en insektsart som beskrevs av Heinrich Christian Friedrich Schumacher 1915. Dichoptera similis ingår i släktet Dichoptera och familjen Dictyopharidae. Inga underarter finns listade i Catalogue of Life.